# دار بن عبدالله (استان غلیزان)
دار بن عبدالله (استان غلیزان) (به عربی: دار بن عبدالله) یک شهرداری در الجزایر است که در استان غلیزان واقع شده‌است.